# Тупкарагански район
Тупкарагански район (на казахски: Түпқараған ауданы) е съставна част на Мангистауска област, Казахстан. Административен център е град Форт Шевченко. Обща площ 7950 км2 и население 32 573 души (по приблизителна оценка към 1 януари 2020 г.).